# Keep Their Heads Ringin'
Keep Their Heads Ringin' is een nummer van de Amerikaanse rapper Dr. Dre uit 1995. Het nummer staat op de soundtrack van de film Friday, en is ook de enige single daarvan.
Het nummer bevat achtergrondvocalen van zangeres Nanci Fletcher. Ook bevat "Keep Their Heads Ringin'" een sample uit het nummer "Funk You Up" van The Sequence. Het nummer werd in een aantal landen een hit. In de Amerikaanse Billboard Hot 100 bereikte het de 10e positie, en in de Nederlandse Top 40 kwam het een plekje lager. In Vlaanderen bereikte het nummer geen hitlijsten.